# Alexia Twister
Alexia Twister (Taubaté, 1980), nome drag de Matheus Moreira de Miranda, é uma apresentadora, atriz, dançarina, Drag queen e performer bastante conhecida na cena cultural noturna paulistana. Suas performances já foram elogiadas por artistas internacionais como Lady Gaga e Kylie Minogue.

## Carreira
Alexia Twister nasceu num tempo em que drag queen , no Brasil, era chamada de transformista. [...] Comemora-se, então, em 2021, os 25 anos de uma das drag queens com carreira mais longeva e estável do Brasil.— Talita Duvanel
Matheus Moreira de Miranda começou a dançar aos 8 anos e a atuar aos 12. Ele tinha 17 anos quando, em 1996, o amigo Fernando Milanez o inscreveu no concurso Novos Lamentos de uma boate de São José dos Campos (SP). Também foi ele quem escolheu o nome Alexia Twister. Ela ficou em segundo lugar no concurso e não parou mais de performar.
| “                | A Alexia nasce da minha admiração pela mulher, pelo feminino. Por considerar as mulheres seres superiores e poderosos. | ” |
| — Alexia Twister | |   |

Em outubro de 2014, apresentou o reality show Academia de Drags, veiculado no YouTube, ao lado de Silvetty Montilla.
Em maio de 2018, se apresentou na 22ª Parada do Orgulho LGBT de São Paulo.
Em novembro de 2020, estreou o reality show "Nasce Uma Rainha", na Netflix, inspirado no programa RuPaul's Drag Race e estrelado por Alexia e Gloria Groove.
No Teatro, Alexia tem uma vasta carreira, estrelando produções como "Café com Trauma" (2017), "Revista Babadeira" (2023) e "Alice No Seu Pequeno Grande Quarto das Maravilhas", espetáculo pelo qual Alexia venceu o Prêmio APCA de Teatro Infanto Juvenil, na categoria Melhor Elenco. Em junho de 2024, estrelou uma versão drag da peça Rei Lear, de William Shakespeare, produzida pela Cia. Extemporânea.  Por esta produção, Alexia venceu o Prêmio Shell de Melhor Ator.  Também atuou na comédia musical "Daqui Ninguém Me Tira".
Alexia se apresenta no bar Casa Fluida, na Rua Bela Cintra, todas as quartas-feiras, em companhia da parceira Thelores.

## Reconhecimentos
- 2025 - Primeira drag queen a ganhar o Prêmio Shell de teatro, pela interpretação do Rei Lear[19]